# 波爾什納
49°43′7″N 23°57′0″E / 49.71861°N 23.95000°E
波爾什納（烏克蘭語：Поршна），是烏克蘭西部的村莊，隸屬利維夫州的利維夫區。該村始建於1468年，面積1.72平方公里，海拔高度284米，2017年人口594，人口密度每平方公里297.85人。